# Ведерсон, Гёкчек
Гёкчек Ведерсон (тур. Gökçek Vederson; 22 июля 1981 года, Кампус-дус-Гойтаказис) — турецкий футболист бразильского происхождения, играющий на позиции защитника или полузащитника.

## Клубная карьера
Ведерсон начинал свою карьеру футболиста в бразильском клубе «Интернасьонал». Далее он выступал за бразильские команды «Американо», «Васко да Гама», «Жувентуде» и «Итуано». В июле 2004 года Ведерсон подписал контракт с клубом турецкой Суперлиги «Анкараспор». 8 августа 2004 года он дебютировал в главной турецкой лиге, выйдя в основном составе в гостевом поединке против «Себатспора». Спустя неделю Ведерсон забил свой первый гол на высшем уровне, сравняв счёт в домашней игре с «Малатьяспором». Всего он за «Анкараспор» отыграл три с половиной сезона. Летом 2007 года Ведерсон перешёл в «Фенербахче». Спустя 3 года он подписал соглашение с «Бурсаспором», в августе 2013 года — с «Антальяспором», а в июле 2014 года — с командой «Мерсин Идманюрду».

## Достижения
«Фенербахче»
- Обладатель Суперкубка Турции (2): 2007, 2009